# Geir Moen
Geir Anders Moen (Oslo, 26 giugno 1969) è un ex velocista norvegese.

## Record nazionali
- Staffetta 4×100 metri: 38"96 ( Monaco di Baviera, 1997)

## Progressione

### 100 metri piani
| Stagione | Tempo | Luogo           | Data      | Rank. Mond. |
| -------- | ----- | --------------- | --------- | ----------- |
| 2002     | 10"35 | Banská Bystrica | 22-6-2002 | –           |
| 2001     | 10"31 | Drammen         | 6-7-2001  | 88º         |
| 2000     | 10"24 | Oslo            | 28-7-2000 | 67º         |
| 2000     | 10"24 | Uddevalla       | 22-7-2000 | 67º         |
| 1999     | 10"32 | Oslo            | 30-6-1999 | –           |
| 1998     | 10"32 | Oslo            | 9-7-1998  |             |
| 1997     | 10"20 | Oslo            | 4-7-1997  |             |
| 1996     | 10"08 | Kristiansand    | 16-8-1996 |             |
| 1995     | 10"30 | Hengelo         | 5-6-1995  |             |
| 1994     | 10"17 | Tønsberg        | 20-7-1994 |             |

### 200 metri piani
| Stagione | Tempo | Luogo     | Data      | Rank. Mond. |
| -------- | ----- | --------- | --------- | ----------- |
| 2002     | 20"68 | Monaco    | 8-8-2002  | 84º         |
| 2001     | –     | –         | –         | –           |
| 2000     | 20"63 | Rieti     | 3-9-2000  | 83º         |
| 2000     | 20"63 | Uddevalla | 23-7-2000 | 83º         |
| 1999     | –     | –         | –         | –           |
| 1998     | 20"49 | Rieti     | 30-8-1998 |             |
| 1997     | 20"33 | Stoccolma | 7-7-1997  |             |
| 1996     | 20"17 | Rieti     | 1-9-1996  |             |
| 1995     | 20"32 | Göteborg  | 11-8-1995 |             |
| 1994     | 20"30 | Helsinki  | 11-8-1994 |             |
| 1993     | 20"99 | Stoccarda | 19-8-1993 |             |

## Palmarès
| Anno | Manifestazione  | Sede       | Evento      | Risultato  | Prestazione | Note                          |
| ---- | --------------- | ---------- | ----------- | ---------- | ----------- | ----------------------------- |
| 1993 | Mondiali        | Stoccarda  | 200 m piani | Batteria   | 20"99       | Miglior prestazione personale |
| 1994 | Europei         | Helsinki   | 100 m piani | Argento    | 10"20       |                               |
| 1994 | Europei         | Helsinki   | 200 m piani | Oro        | 20"30       | Miglior prestazione personale |
| 1995 | Mondiali indoor | Barcellona | 200 m piani | Oro        | 20"58       |                               |
| 1995 | Mondiali        | Göteborg   | 200 m piani | 6º         | 20"51       |                               |
| 1996 | Giochi olimpici | Atlanta    | 200 m piani | Semifinale | 20"96       |                               |
| 1997 | Mondiali indoor | Parigi     | 200 m piani | Semifinale | dns         |                               |
| 1997 | Mondiali        | Atene      | 200 m piani | Batteria   | dns         |                               |
| 2000 | Giochi olimpici | Sydney     | 200 m piani | Batteria   | 20"65       |                               |

## Campionati nazionali
- 9 volte campione norvegese assoluto dei 100 metri piani (1989, dal 1993 al 1999, 2002)
- 9 volte campione norvegese assoluto dei 200 metri piani (1988, 1991, 1993, 1995, 1996, 1997, 1998, 1999, 2002)

## Altre competizioni internazionali
1994
- Bronzo in Coppa del mondo ( Londra), 200 m piani - 20"72

1997
- Argento in Coppa Europa ( Monaco), 100 m piani - 10"18
- Bronzo in Coppa Europa ( Monaco), 200 m piani - 20"60
- Argento in Coppa Europa ( Monaco), 4×100 m - 38"96